# Schausia costistrigata
Schausia costistrigata là một loài bướm đêm trong họ Noctuidae.